# Погребальные игры
«Погребальные игры» или «Похоронные игры» (англ. Funeral Games) — исторический роман британской писательницы Мэри Рено, опубликованный в 1981 году. Третья часть трилогии об Александре Македонском и его наследниках, последняя из книг Рено, вышедших при её жизни.

## Сюжет и оценки
Действие романа происходит в IV веке до н. э. Книга рассказывает о борьбе между наследниками Александра Македонского, развернувшейся сразу после смерти царя. Это заключительная часть трилогии, продолжение романов «Небесное пламя» и «Персидский мальчик». Рено здесь использует не только исторические факты, но и легенды, сложившиеся вокруг личности Александра.
«Погребальные игры», опубликованные в 1981 году, оказались наименее популярным из исторических романов Рено, хотя существует мнение, что эта книга — лучшая в трилогии. В целом цикл об Александре стал стилеобразующим для писателей, работающих в жанре гей-романа.
По словам автора некролога Рено в «Таймс», «Погребальные игры», как и другие романы писательницы, «олицетворяют высшую цель исторического романа — дать читателю новое представление о прошлом».